# 01(ゼロイチ)
『01(ゼロイチ)』はNeoBallad(ネオバラッド)の 1枚目のアルバム。NeoBallad公式HPに全曲解説が掲載されている。

## 収録曲
1. 斉太郎節
2. こきりこ節
3. 茶碗蒸しの歌
4. 虚空
5. 秋田大黒舞
6. おてもやん
7. 新島大漁節
8. 八木節
9. 津軽じょんがら節
10. 金毘羅船々